# Bailliage de Horgen
1406–1798
Le bailliage de Horgen (allemand : Obervogtei Horgen) est un bailliage du canton de Zurich. Il est créé en 1406 et supprimé en 1798.

## Histoire
Le bailliage de Horgen-Maschwanden est cédé par les Habsbourg à la famille de Hallwyl en 1339.
En 1406, Zurich acquiert le bailliage de Horgen-Maschwanden. Il est composé notamment des actuelles communes de Horgen et d'Oberrieden. Le territoire de Maschwanden est séparé est devient un bailliage indépendant, qui est intégré au nouveau bailliage de Knonau  au début du XVIe siècle.
En 1437, Zurich achète la basse justice sur Thalwil et l'ajoute au bailliage.
Zurich obtient le reste des droits seigneuriaux sur Rüschlikon lors de la sécularisation du Grossmünster.

## Baillis
Les baillis sont les suivants :
- 1490, 1492 et 1498 : Hartmann Rordorf[3] ;
- 1556 : Bernhard Sprüngli[4] ;
- 1579-1583 : Hans Lux Escher[5] ;
- 1692-1696 : Leonhard Werdmüller[6] ;
- 1769 : Salomon Hirzel[7] ;
- 1785 : Hans Caspar Hirzel[8] ;
- 1790-1796 : Johann Heinrich Füssli[9] ;